# 第42屆金馬獎
第42屆金馬獎，2005年華語電影界的年度盛事之一，表揚2005年度傑出電影與電影工作者。頒獎典禮於2005年11月13日晚間7時於基隆文化中心舉行，主持人為胡瓜、侯佩岑。

## 簡介
本屆周星馳自導自演的《功夫》獲10項提名，最後拿下最佳影片與導演等共5項獎。黃秋生以《頭文字D》三獲男配角獎，創下金馬紀錄，也獲同年亞太影展男配角，四年內連獲三獎，僅有張曼玉超越此紀錄。最佳男主角由《三岔口》的郭富城獲得。最佳女主角舒淇入圍多次，終於以侯孝賢執導之《最好的時光》封后。《翻滾吧！男孩》獲最佳紀錄片獎。年度臺灣工作者與最佳電影為《最好的時光》。終身成就獎頒給兩屆影帝得主葛香亭，由沈殿霞頒發。

## 評選過程
在最佳劇情片和導演，《黑社會》以入圍11項，是本屆金馬獎最風光的電影，但前晚只拿到最佳原著劇本和最佳音效兩個技術獎，最佳劇情片和最佳導演敗給提名10項的《功夫》。陳耀圻表示，因入圍者勢均力敵，投票時票數容易集中在某幾個人身上，才會有此反差出現。陳耀圻透露，《黑社會》在許多獎項上都在投票第一輪就敗北，本屆金馬獎多數獎項都是在第一輪投票就已決定勝負；甚至在討論最佳劇情片和最佳導演時，評審幾乎都是第一次就投給周星馳。
陳耀圻透露，今年最讓評審眼前一亮的是被媒體看為“黑馬”的郭富城，評審看他演《三岔口》，發覺他已經不僅是印像中的能歌善舞，顯然經過時間歷練，他能賦予角色生命，把歷練投入到角色中，而且多層次表演角色內心深處的痛楚。陳耀圻更表示，今年很多男性角色都落淚，但只有郭富城是雙眼充滿血絲，而非清澈地流淚。他投入角色的成績讓人意外，表演轉移得很成功。據了解，首輪投票郭富城就拿到了10票，梁家輝僅得1票。
至於最佳女主角頒給舒淇，其實也是眾望所歸。不過，舒淇雖然第一輪投票就勝出，但其實贏得很驚險。因在首輪投票中，舒淇得6票，只贏《面子》中的楊雅慧1票，所以舒淇除了實力之外，還多了份運氣。此外，演出《頭文字D》的黃秋生是唯一11票全數通過的，他演的父親超越原著漫畫層次，與周杰倫的父子互動非常成功。

## 入圍暨得獎名單
下列之標記為該獎項之得獎者。

## 多項提名
多項提名電影
- 11項《黑社會》
- 10項《功夫》
- 9項《最好的時光》
- 7項《七劍》
- 6項《頭文字D》
- 4項《三岔口》與《天下無賊》
- 3項《天邊一朵雲》
- 2項《千杯不醉》與《抹茶之戀味》與《深海》與《人魚朵朵》與《生命狂想曲》與《翻滾吧！男孩》與《面子》
- 1項《公主復仇記》與《印順導師傳》與《早熟》與《虫不知》與《死亡寫真》與《青春蝴蝶孤戀花》與《戀人》與《海巡尖兵》與《愛神之手》與《台灣黑電影》與《紅孩兒：決戰火焰山》與《龍刀奇緣》與《宅變》與

### 得獎統計
終身成就紀念獎、非競賽獎項不列入統計。
- ：《功夫》
- ：《三岔口》
- ：《頭文字D》與《黑社會》與《最好的時光》與《翻滾吧！男孩》
- ：《面子》與《深海》與《人魚朵朵》與《天下無賊》與《生命狂想曲》與《紅孩兒：決戰火焰山》與《七劍》

## 評審名單
史擷詠、老嘉華、陳秋燕、陳懷恩、陳耀圻、曾西霸、黃黎明、聞天祥、翁維銓、曲家瑞、楊力州、林海象、郭在容

## 外部連結
- 第42屆金馬獎名單 （页面存档备份，存于）（繁體中文）
- 國家電影中心圖書館-第四十二屆金馬獎頒獎典禮
- 時光網-第42届台湾电影金马奖 （页面存档备份，存于）

1. ↑  林淑娟. . 自由時報. 2005-11-15  [2023-01-11]. （原始内容存档于2023-01-11）.